# 長野県道200号飯島停車場日曽利線
長野県道200号飯島停車場日曽利線（ながのけんどう200ごう いいじまていしゃじょうひっそりせん）は、長野県上伊那郡飯島町の飯田線飯島駅と同町大字日曽利を結ぶ一般県道。

## 概要
起点の飯田線飯島駅を出発すると飯田線との踏切を渡り、田園地帯の河岸段丘を下り、天竜川に架かる日曽利橋を渡ると、長野県道18号伊那生田飯田線と連絡し終点になる。

### 路線データ
- 起点：飯田線飯島駅
- 終点：上伊那郡飯島町大字日曽利（長野県道18号伊那生田飯田線交点）

## 通過する自治体
- 長野県
  - 上伊那郡飯島町

## 交差する道路
- 長野県道215号飯島停車場線
- 長野県道18号伊那生田飯田線